# Jardín botánico Kanapaha
El Jardín Botánico Kanapaha en inglés : Kanapaha Botanical Gardens es un jardín botánico y arboretum de 25 hectáreas (62 acres) de extensión que se encuentra en Gainesville, Florida. 
Está administrado por la « North Florida Botanical Society ». 
El Kanapaha Botanical Gardens aún no es miembro del "Botanic Gardens Conservation International" (BGCI).

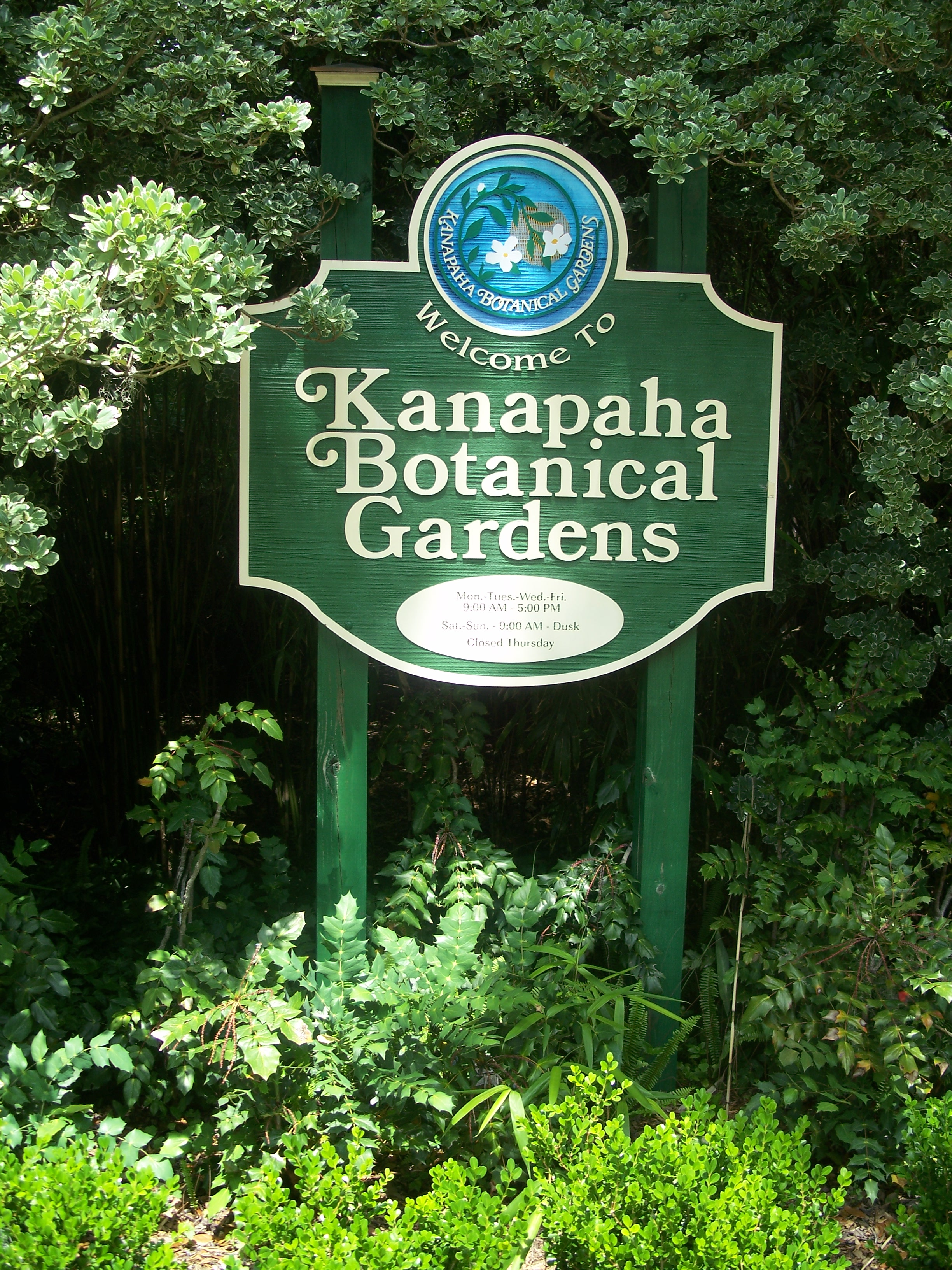
Cartel indicativo de Kanapaha.

## Localización
Kanapaha Botanical Gardens, 4700 SW 58th Drive Gainesville, Alachua county FL 32608 Florida, United States of America-Estados Unidos de América.
Planos y vistas satelitales.29°36′44.09″N 82°24′32.12″O / 29.6122472, -82.4089222
Entrada por: S.W. Archer Road (State Road 24) 1 milla al oeste de la Interstate 75 (salida #384)
Se encuentra abierto todos los días del año excepto en las grandes fiestas nacionales. Se cobra una tarifa de entrada.
Los senderos de Kanapaha son en gran parte accesibles a las sillas de ruedas de los discapacitados, con abundantes bancos, gazebos y otras zonas de descanso. 

## Historia
El nombre del jardín botánico lo toma del lago Kanapaha, ya que se encuentra a sus orillas. La palabra « Kanapaha » es un vocablo de los indios Timucua que incluye las palabras "hoja de palmito" y "casa". 
El jardín botánico fue fundado en 1978 cuando la Sociedad Botánica del Norte de Florida adquirió 13.4 hectáreas (33 acres) para la creación de un jardín botánico público. 
En 1982 fueron añadidas otras 11.7 hectáreas (29 acres). Los jardines abrieron sus puertas al público en 1986.
En el 2005, el « Kanapaha Botanical Gardens » contenía la colección pública de bambú mayor de Florida así como el jardín de hierbas mayor del sureste de los Estados Unidos.

## Colecciones
Entre sus colecciones, son de destacar :
- « Arboretum » Arboreto
- « Azalea/Camellia garden » Jardín de Azaleas y Camelias
- « Bamboo garden » Jardín de Bambú
- « Butterfly garden »
- « Crinum garden » Jardín de Crinum con unas 130 especies de Crinum procedentes de todo el mundo. Este género de la familia botánica Amaryllidaceae está próximamente emparentado con el género Amaryllis y se desarrollan a partir de bulbos. Está ampliamente representada la especie nativa de Florida Crinum americanum, que se desarrollan en las riberas de los ríos y en los pantanos, y presenta una profusa floración de flores blancas. Además hay especies tropicales tanto del viejo como del nuevo mundo.

- « Cycad garden »
- « Fern cobble »
- « Herb garden »
- « Hummingbird garden »
- « Palm hammock »
- « Rock garden » Rocalla
- « Rose garden » Rosaleda
- « Spring flower garden »

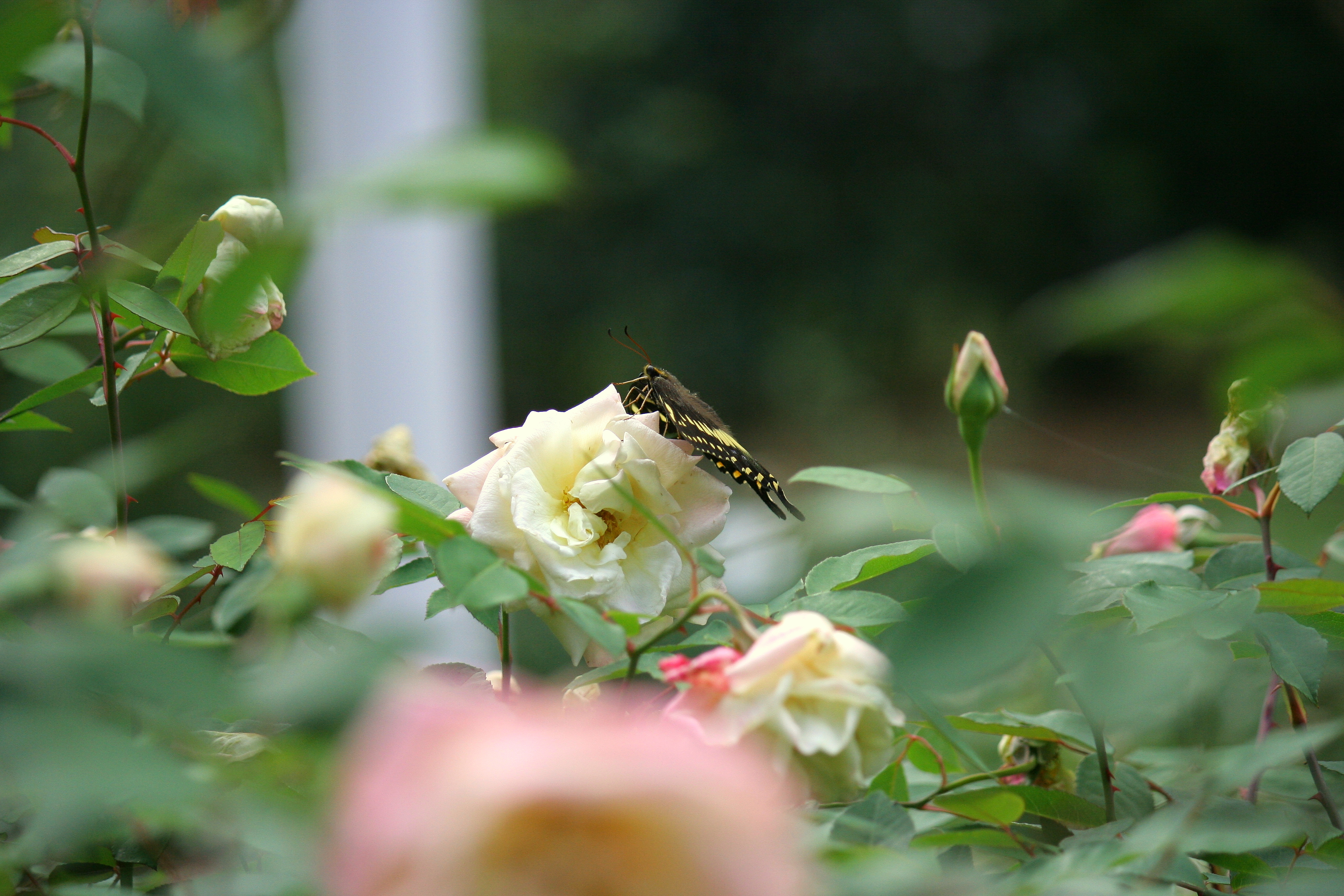
Mariposa perro en la rosaleda de Kanapaha.

- « Vinery » Invernadero, El invernadero alberga una gran colección de vides trepadoras ornamentales. Las especies exhibidas incluyen las flores de la pasión, los jazmines, « lace fern » (Asparagus setaceus), madreselvas, y la vid « pelican flower vines » (Aristolochia grandiflora). También se encuentra aquí una gran ancla de un navío inglés del siglo XIX que se encontró en un pecio de la costa de St. Augustine en 1939.
- « Woodland garden »

## Actividades
Cada primavera, el jardín botánico Kanapaha acoge su festival anual de primavera del jardín, un acontecimiento hortícola del primer orden en la región. Se organiza en un fin de semana, en el que hay una oferta de más de 200 puestos de plantas, con exhibiciones de paisajismo de jardín, materiales educativos, artesanías, arte y alimentación.
Las instalaciones de interior y al aire libre están disponibles para actos sociales tales como bodas, recepciones, retiros espirituales, conferencias, y otros actos. 
Sus viveros brindan la oportunidad a sus visitantes de poder comprar los especímenes de muchas plantas de las que se exhiben en los jardines. 
Una tienda de regalos ofrece un arsenal variado e inusual de artículos incluyendo arte original y tesoros del mundo natural.

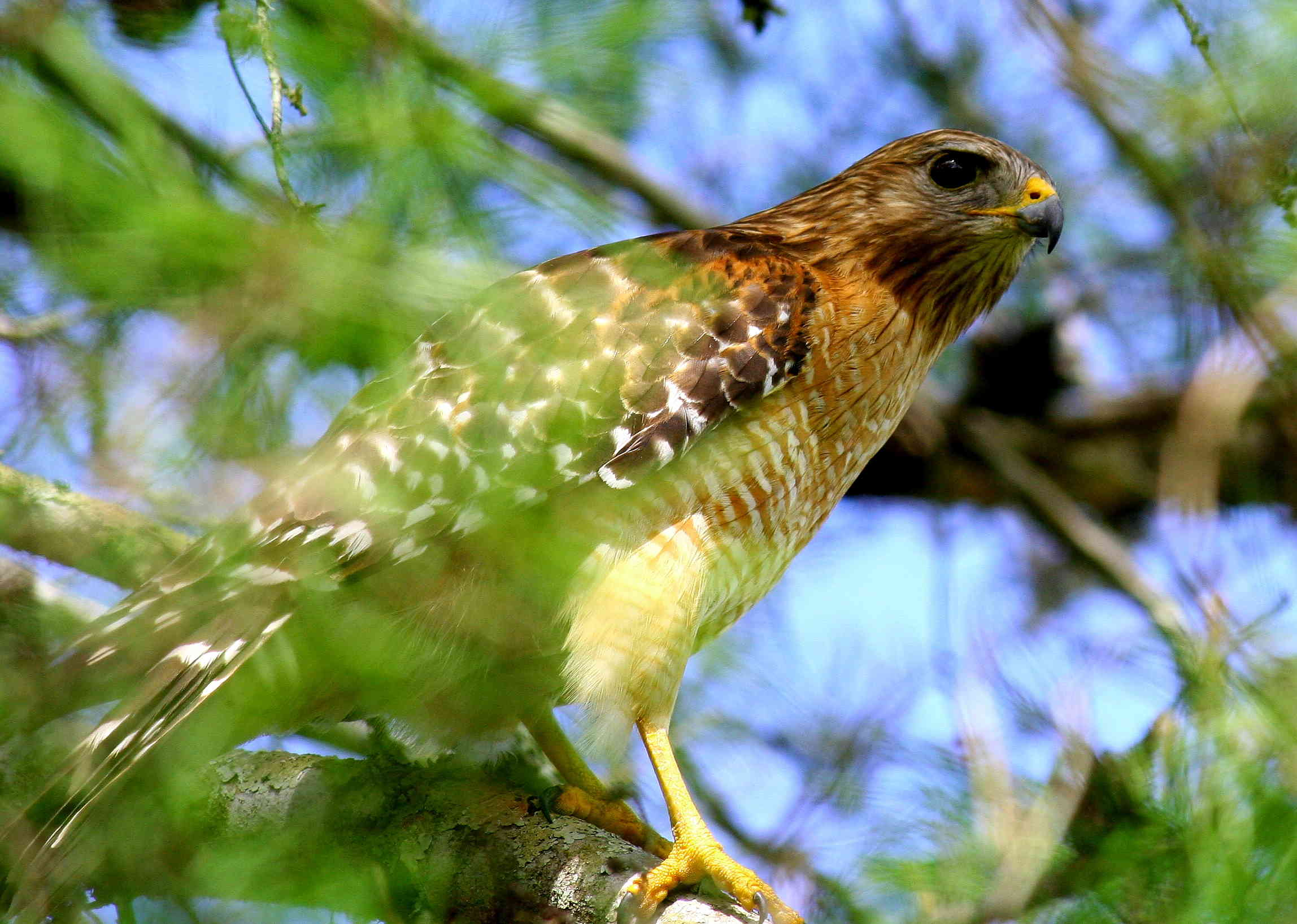
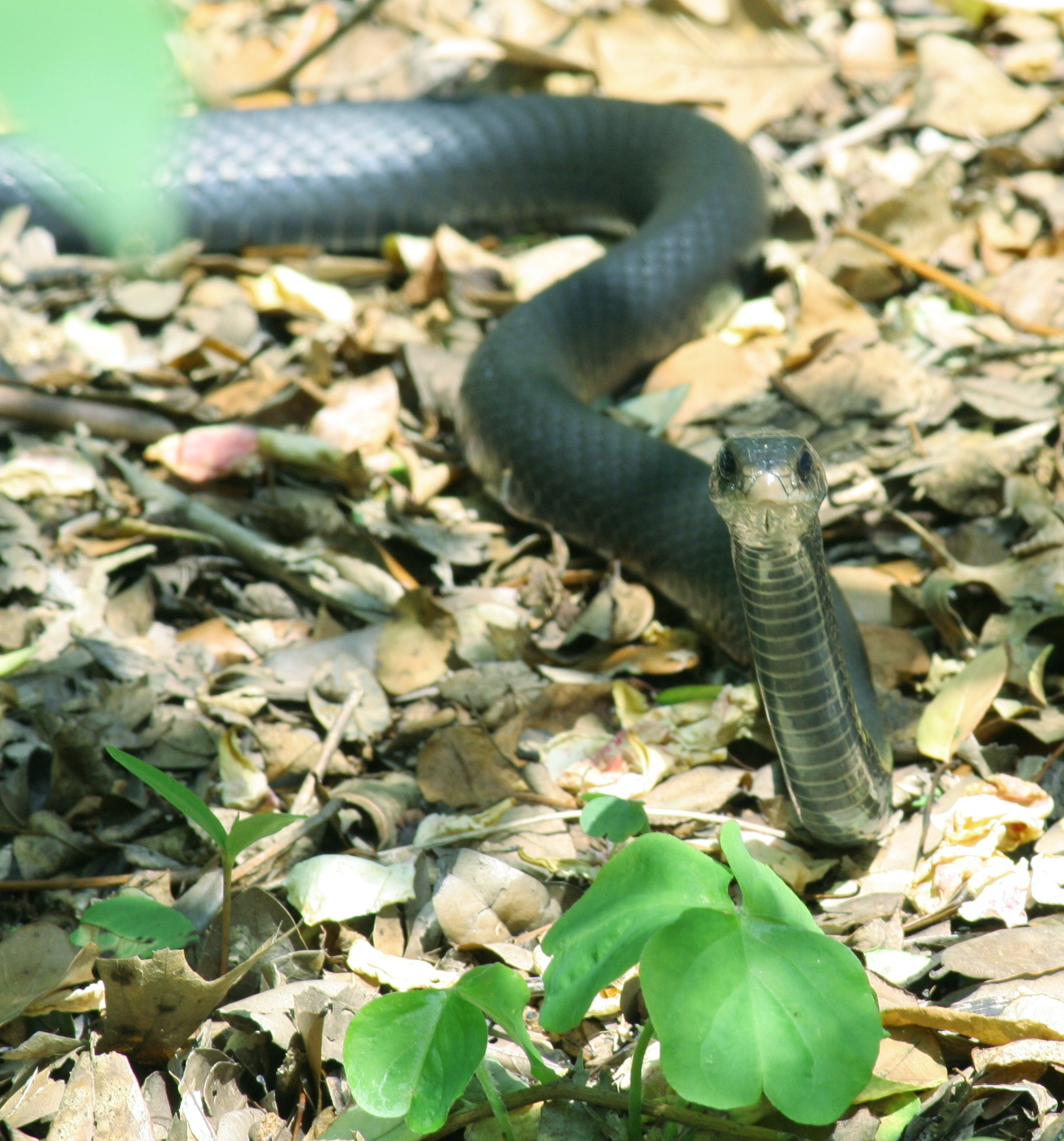
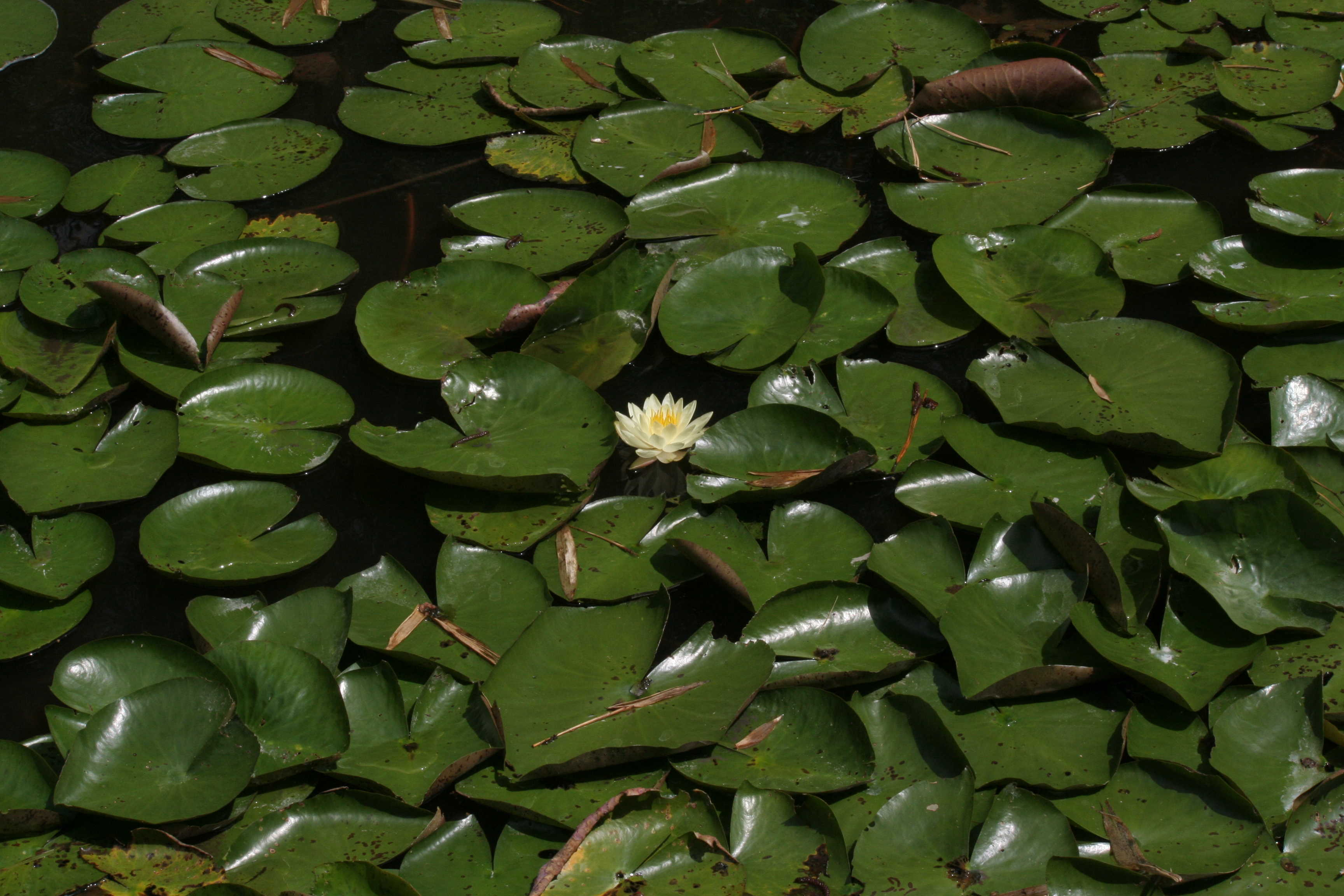
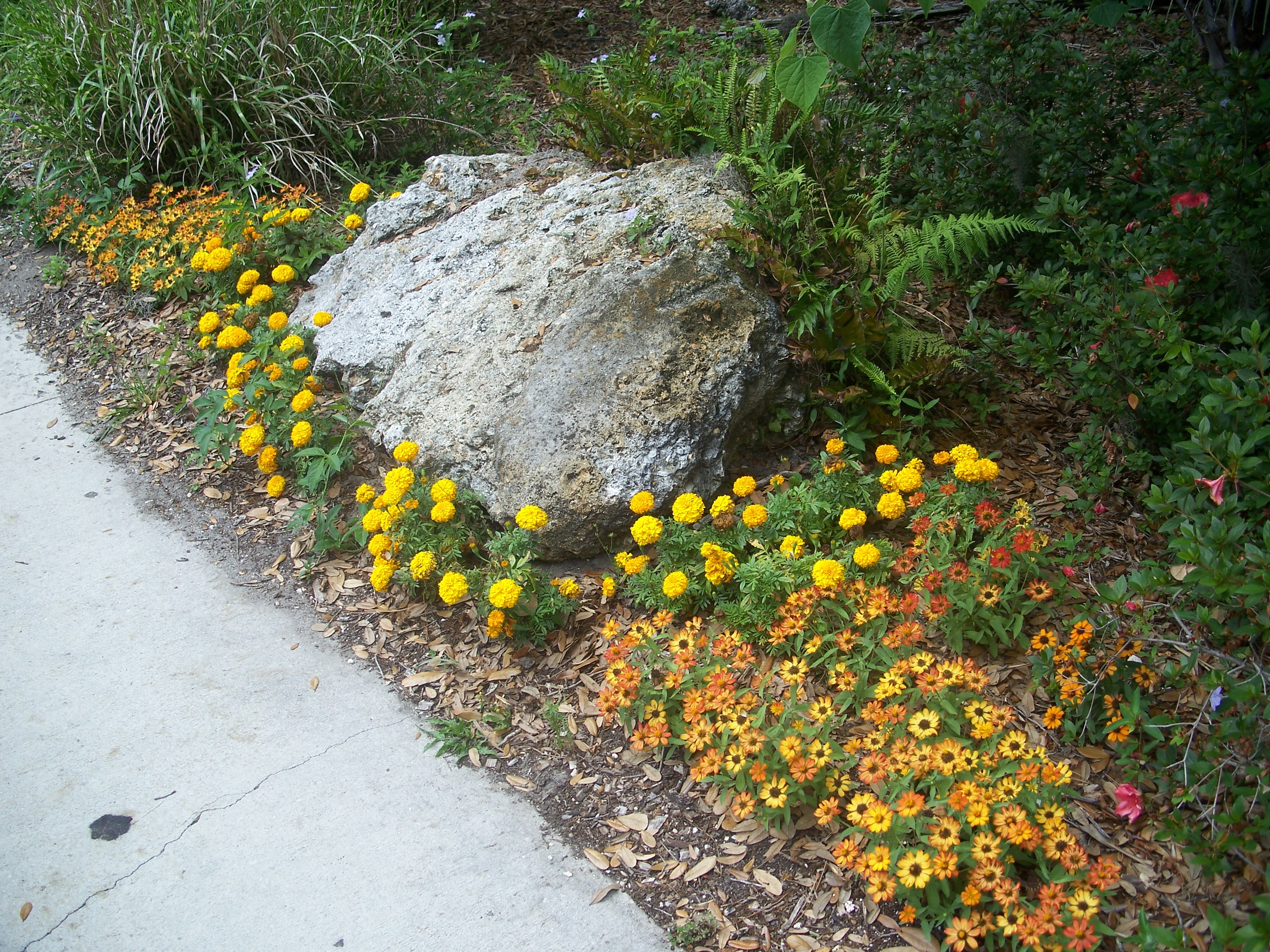